# Satoru Noda
Satoru Noda (jap. 野田 知, Noda Satoru; * 19. März 1969 in Muroran) ist ein ehemaliger japanischer Fußballspieler.

## Karriere

### Verein
Noda spielte in der Jugend für die Kokushikan-Universität. Er begann seine Karriere bei Yokohama Marinos, wo er von 1991 bis 1998 spielte. Er trug 1995 zum Gewinn der J1 League bei. 1999 folgte dann der Wechsel zu Avispa Fukuoka. 2003 folgte dann der Wechsel zu Volca Kagoshima. 2004 beendete er seine Spielerkarriere.

### Nationalmannschaft
Noda wurde 1988 in den Kader der japanischen B-Fußballnationalmannschaft berufen und kam bei der Asienmeisterschaft 1988 zum Einsatz.

## Errungene Titel
- Asienpokal der Pokalsieger: 1991/92, 1992/93
- J1 League: 1995
- Kaiserpokal: 1991, 1992